# Sannerz
Sannerz ist ein Ortsteil in der Gemeinde Sinntal im osthessischen Main-Kinzig-Kreis.

## Geschichte

Gedenktafel an der Burg Steckelberg

### Ortsgeschichte
Sannerz wurde, soweit bekannt, erstmals in einer Urkunde aus der Zeit um 950 als Sanderates erwähnt. In späteren Urkunden wurde der Ort
unter den folgenden Namen erwähnt (in Klammern das Jahr der Erwähnung): Sanderades (1295), Sanderatz (1355), Sandracz (1356), Sandertzts (1366), Sanhartz (1496), Sanrits (1648), Sannerts (1295). Der Ort wurde 1295 als villa (lateinisch; Dorf) und 1355 als villula (lateinisch; Dörflein) bezeichnet. Das Dorf entwickelte sich aus einer Gutshofsiedlung, die mit ihren Leibeigenen, Gebäuden sowie Acker- und Weideflächen ursprünglich zum Kloster Fulda gehörte. Nach einem Tauschgeschäft fiel das Vermögen an Brun, den Bruder des Königs Otto I. In einer Urkunde von 1295 belegt, dass auch die Adelsfamilie von Steckelberg über Grundbesitz in Sannerz verfügte, der ab der zweiten Hälfte des 14. Jahrhunderts der Linie Hutten-Steckelberg zufiel. In den folgenden Jahrzehnten vermehrte sich unter Lorenz von Hutten der Grundbesitz erheblich. Nachfolger auf dem Herrschaftssitz war sein Sohn Ulrich, Vater des gleichnamigen ersten Reichsritters, Humanisten und Dichters Ulrich von Hutten, der 1488 auf Burg Steckelberg geboren wurde.
Die Adelslinie Steckelberg-Hutten erlosch 1522 und fiel als Erbe an die Nachfahren Friedrichs von Hutten, die ihren Stammsitz in Altengronau hatten. Einer der späteren Abkömmlinge dieses Geschlechts, der Fürstabt Adolf von Dalberg stiftete in Sannerz eine besondere Propstei und unterstellte sie dem Hochstift Fulda, das damit bis zur Säkularisation 1802 zum unumschränkten Grundbesitzer in Sannerz, Herolz und Weiperz wurde. Ein Propsteigebäude errichtete 1776 der Abt von Piesport. Es gehört heute zum Gebäudekomplex der Don-Bosco-Jugendhilfeeinrichtung der Salesianer.
In den 1920er Jahren war Sannerz ein Treffpunkt der sogenannten religiösen Sozialisten und anderer Reformer unterschiedlicher Couleur. Grund dafür war der von Eberhard und Emmy Arnold ins Leben gerufene Bruderhof, eine kommunitäre Einrichtung, die an Ideen des Urchristentums und der Radikalen Reformation (Täufer, Hutterer) anknüpfte und diese mit den Gedanken der Wandervogelbewegung und des Religiösen Sozialismus verband. Zu den Tausenden von Gästen des Sannerzer Bruderhofs gehörten in jenen Jahren u. a. der jüdische Religionsphilosoph Martin Buber, der Reformpädagoge Kees Boeke und der Theologe Hermann Kutter.
Hessische Gebietsreform (1970–1977)
Die bis dahin selbstständige Gemeinde Sannerz wurde am 1. Dezember 1969 ein Ortsteil von Sterbfritz, das selbst am 1. Juli 1974 im Zuge der Gebietsreform in Hessen zum Main-Kinzig-Kreis kam, seine Selbständigkeit verlor und kraft Landesgesetz in die 1972 gebildete Gemeinde Sinntal eingegliedert wurde. Für Sannerz wurde, wie für die übrigen Ortsteile von Sinntal, ein Ortsbezirk mit Ortsbeirat und Ortsvorsteher nach der Hessischen Gemeindeordnung gebildet.

### Verwaltungsgeschichte im Überblick
Die folgende Liste zeigt die Staaten und Verwaltungseinheiten, denen Sannerz angehört(e):
- vor 1648: Heiliges Römisches Reich, adliger Besitz der  von Hutten-Steckelberg
- ab 1648: Heiliges Römisches Reich, Landgrafschaft Hessen-Kassel
- ab 1704: Heiliges Römisches Reich, Hochstift Fulda
- ab 1734: Heiliges Römisches Reich, Hochstift Fulda, Amt Salmünster
- ab 1803: Heiliges Römisches Reich, Fürstentum Nassau-Oranien-Fulda, Amt Salmünster
- 1806–1810: Primatialstaat Karl Theodor von Dalbergs, Fürstentum Fulda, Amt Salmünster
- 1810–1813: Großherzogtum Frankfurt, Departement Fulda, Distrikt Salmünster
- ab 1815: Kurfürstentum Hessen, Großherzogtum Fulda, Amt Salmünster[9]
- ab 1822: Kurfürstentum Hessen, Provinz Hanau, Kreis Salmünster[10][Anm. 2]
- ab 1848: Kurfürstentum Hessen, Bezirk Hanau
- ab 1851: Kurfürstentum Hessen, Provinz Hanau, Kreis Schlüchtern
- ab 1867: Königreich Preußen, Provinz Hessen-Nassau, Regierungsbezirk Kassel, Kreis Schlüchtern
- ab 1871: Deutsches Reich, Königreich Preußen, Provinz Hessen-Nassau, Regierungsbezirk Kassel, Kreis Schlüchtern
- ab 1918: Deutsches Reich, Freistaat Preußen, Provinz Hessen-Nassau, Regierungsbezirk Kassel, Kreis Schlüchtern
- ab 1944: Deutsches Reich, Freistaat Preußen, Provinz Nassau, Landkreis Schlüchtern
- ab 1945: Amerikanische Besatzungszone, Groß-Hessen, Regierungsbezirk Wiesbaden, Landkreis Schlüchtern
- ab 1946: Amerikanische Besatzungszone, Hessen, Regierungsbezirk Wiesbaden, Landkreis Schlüchtern
- ab 1949: Bundesrepublik Deutschland, Hessen, Regierungsbezirk Wiesbaden, Landkreis Schlüchtern
- ab 1968: Bundesrepublik Deutschland, Hessen, Regierungsbezirk Darmstadt, Landkreis Schlüchtern
- ab 1969: Bundesrepublik Deutschland, Hessen, Regierungsbezirk Darmstadt, Landkreis Schlüchtern, Gemeinde Altengronau[Anm. 3]
- ab 1974: Bundesrepublik Deutschland, Hessen, Regierungsbezirk Darmstadt, Main-Kinzig-Kreis, Gemeinde Sinntal, Gemeinde Sinntal[Anm. 4]

## Bevölkerung

### Einwohnerstruktur 2011
Nach den Erhebungen des Zensus 2011 lebten am Stichtag dem 9. Mai 2011 in Sannerz 723 Einwohner. Darunter waren 18 (2,5 %) Ausländer.
Nach dem Lebensalter waren 129 Einwohner unter 18 Jahren, 279 zwischen 18 und 49, 171 zwischen 50 und 64 und 141 Einwohner waren älter. Die Einwohner lebten in 291 Haushalten. Davon waren 72 Singlehaushalte, 78 Paare ohne Kinder und 111 Paare mit Kindern, sowie 21 Alleinerziehende und 6 Wohngemeinschaften. In 57 Haushalten lebten ausschließlich Senioren und in 186 Haushaltungen lebten keine Senioren.

### Einwohnerentwicklung
| • 1812: | 39 Feuerstellen, 302 Seelen |

| Sannerz: Einwohnerzahlen von 1812 bis 2020 | Sannerz: Einwohnerzahlen von 1812 bis 2020 | Sannerz: Einwohnerzahlen von 1812 bis 2020 | Sannerz: Einwohnerzahlen von 1812 bis 2020 | Sannerz: Einwohnerzahlen von 1812 bis 2020 |
| --- | ------------------------------------------ | ------------------------------------------ | ------------------------------------------ | ------------------------------------------ |
| Jahr |                                            |                                            |                                            | Einwohner                                  |
| 1812 | 1812                                       |                                            | 302                                        | 302                                        |
| 1834 | 1834                                       |                                            | 312                                        | 312                                        |
| 1840 | 1840                                       |                                            | 259                                        | 259                                        |
| 1846 | 1846                                       |                                            | 360                                        | 360                                        |
| 1852 | 1852                                       |                                            | 407                                        | 407                                        |
| 1858 | 1858                                       |                                            | 343                                        | 343                                        |
| 1864 | 1864                                       |                                            | 329                                        | 329                                        |
| 1871 | 1871                                       |                                            | 376                                        | 376                                        |
| 1875 | 1875                                       |                                            | 340                                        | 340                                        |
| 1885 | 1885                                       |                                            | 359                                        | 359                                        |
| 1895 | 1895                                       |                                            | 410                                        | 410                                        |
| 1905 | 1905                                       |                                            | 466                                        | 466                                        |
| 1910 | 1910                                       |                                            | 461                                        | 461                                        |
| 1925 | 1925                                       |                                            | 455                                        | 455                                        |
| 1939 | 1939                                       |                                            | 456                                        | 456                                        |
| 1946 | 1946                                       |                                            | 745                                        | 745                                        |
| 1950 | 1950                                       |                                            | 700                                        | 700                                        |
| 1956 | 1956                                       |                                            | 653                                        | 653                                        |
| 1961 | 1961                                       |                                            | 662                                        | 662                                        |
| 1967 | 1967                                       |                                            | 718                                        | 718                                        |
| 1970 | 1970                                       |                                            | 719                                        | 719                                        |
| 1979 | 1979                                       |                                            | 725                                        | 725                                        |
| 1990 | 1990                                       |                                            | 885                                        | 885                                        |
| 1995 | 1995                                       |                                            | 879                                        | 879                                        |
| 2000 | 2000                                       |                                            | 865                                        | 865                                        |
| 2005 | 2005                                       |                                            | 832                                        | 832                                        |
| 2010 | 2010                                       |                                            | 793                                        | 793                                        |
| 2011 | 2011                                       |                                            | 723                                        | 723                                        |
| 2015 | 2015                                       |                                            | 810                                        | 810                                        |
| 2020 | 2020                                       |                                            | 769                                        | 769                                        |
| Datenquelle: Historisches Gemeindeverzeichnis für Hessen: Die Bevölkerung der Gemeinden 1834 bis 1967. Wiesbaden: Hessisches Statistisches Landesamt, 1968. Weitere Quellen: LAGIS; nach 1970: Gemeinde Sinntal; Zensus 2011 |                                            |                                            |                                            |                                            |

## Religion
Katholisch

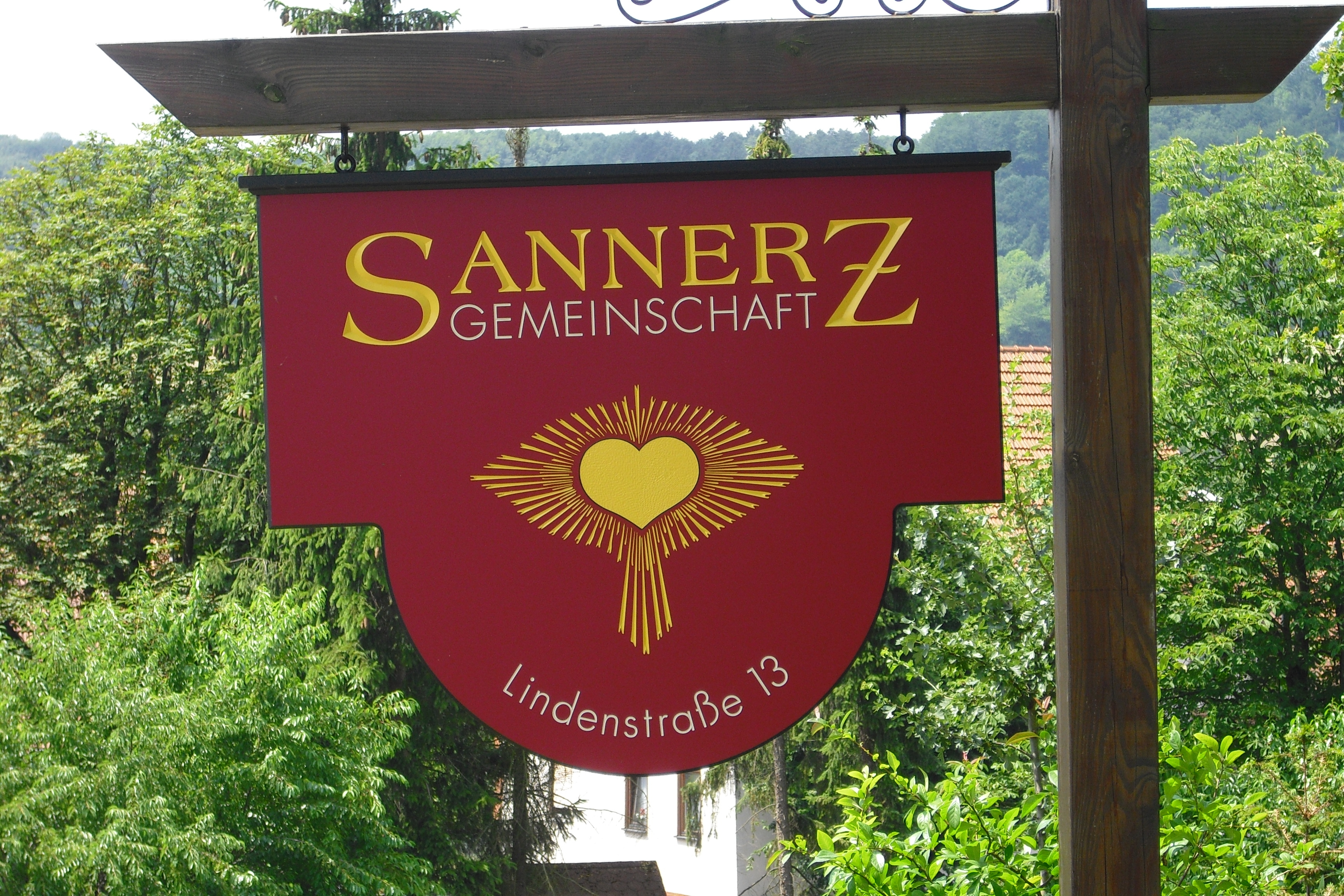
Hinweisschild der Sannerz-Gemeinschaft

Die Sannerzer Katholiken gehören zur römisch-katholischen Kirchengemeinde Sinntal-Sannerz. Ihr Gotteshaus, die Kirche Mariä Himmelfahrt, befindet sich am Birkenweg 9. Zur katholischen Kirche gehört auch das Jugendhilfezentrum Don Bosco, eine Einrichtung der Salesianer Don Boscos.
Evangelisch
Die evangelisch-lutherischen Einwohner von Sannerz gehören zur evangelischen Kirchengemeinde Schlüchtern-Ramholz. Mitglieder der Freien evangelischen Gemeinde werden von der Ortsgemeinde dieser Freikirche in Sinntal-Weichersbach (Schulwaldstraße 17) betreut.
Bruderhöfer

Die Sannerz-Gemeinschaft, die heute ihr Domizil an der Lindenstraße 13 hat, gehört zur neuhutterischen Bewegung der Bruderhöfer. Sie wurde um 1920 von Eberhard und Emmy Arnold gegründet und musste 1937 auf Druck des nationalsozialistischen Regimes Sannerz verlassen. Zunächst fand sie im Fürstentum Liechtenstein Asyl und später in England. Heute existieren Bruderhöfer-Gruppen in Australien, Großbritannien und in den USA. Im Jahr 2002 kehrte eine Gruppe wieder an den Ursprungsort Sannerz zurück und betreibt seitdem dort einen an die Gütergemeinschaft der Jerusalemer Urgemeinde angelehnten Bruderhof. Dort leben nach eigenen Angaben etwa 25 Menschen.
Statistik
| • 1885: | 082 evangelische (= 22,84 %), 277 katholische (= 77,16 %) Einwohner |
| • 1961: | 137 evangelische (= 20,69 %), 514 katholische (= 77,64 %) Einwohner |

## Sehenswürdigkeiten
- Naturlehrpfad der Vogelschutzgruppe Sannerz
- Pfarrkirche Mariä Himmelfahrt, erbaut 1895

## Bildung
Die für Sannerz zuständige Kindergarteneinrichtung liegt im Sinntaler Ortsteil Sterbfritz. In Sannerz selbst befindet sich eine öffentliche Grundschule (Birkenweg) und die Johann-August-Waldner-Schule, eine private Förderschule, die ihren Sitz in der Don-Bosco-Jugendhilfeeinrichtung hat. Weiterführende Schulen finden sich in Schlüchtern (Gymnasien),  Altengronau (Haupt- und Realschule) sowie Sterbfritz (Hauptschule). Für die Freizeitgestaltung steht in Sannerz ein Jugendheim am Birkenweg 15 zur Verfügung.

## Persönlichkeiten
- Ludwig Meitzner (1810–1876), Landwirt und Mitglied der kurhessischen Ständeversammlung
- Eberhard Arnold (1883–1935), evangelischer Theologe, Pädagoge, Publizist und Gründer der Bruderhöfer
- Walter May (1900–1953), Schulrat und Politiker